# Koro Koné
Koro Issa Ahmed Koné (Abidjan, 5 luglio 1989) è un calciatore ivoriano, attaccante del Neuchâtel Xamax.

## Carriera

### Club
Ha giocato nella massima serie di Slovacchia e Francia. Il 14 agosto 2018 firma un contratto di due stagioni più un'altra in opzione con il Servette. Il 24 agosto 2018, al suo esordio in campionato con la squadra ginevrina, firma una doppietta contro il Winterthur allo Stade de Genève. Il 16 febbraio 2020, in occasione della partita casalinga contro lo Zurigo, realizza la sua prima tripletta per i colori del Servette. Il 9 settembre annuncia di aver prolungato il suo contratto con la squadra ginevrina fino al 2022.

## Palmarès

### Club

#### Competizioni nazionali
- Challenge League: 2

Servette: 2018-2019
Yverdon: 2022-2023